# سیارک ۲۵۶۲۹
سیارک ۲۵۶۲۹ (به انگلیسی: 25629 Mukherjee، نامگذاری:2000AH52)۲۵۶۲۹مین سیارک کشف شده‌است که در ۰۴ ژانویه ۲۰۰۰ کشف شد.